# Großweißenbach
Großweißenbach ist eine Ortschaft und eine Katastralgemeinde der Marktgemeinde Großgöttfritz im Bezirk Zwettl in Niederösterreich. Die Ortschaft hat 367 Einwohner (Stand 1. Jänner 2025). Bis Ende 1967 war Großweißenbach eine eigenständige Gemeinde.

## Geografie
Das Dorf liegt an der Zwettler Straße, von der im Ort die Landesstraße L8262 abzweigt. Im Westen fließt der Kamp am Ort vorüber, von dem der Waldviertler Kulturpfad 665 in den Ort führt. Zur Ortschaft gehören weiters die Lagen Hahnsäge und Waglechner.

## Siedlungsentwicklung
Zum Jahreswechsel 1979/1980 befanden sich in der Katastralgemeinde Großweißenbach insgesamt 88 Bauflächen mit 45.806 m² und 25 Gärten auf 1.670 m², 1989/1990 gab es 79 Bauflächen. 1999/2000 war die Zahl der Bauflächen auf 221 angewachsen und 2009/2010 bestanden 124 Gebäude auf 229 Bauflächen.

## Geschichte
Laut Adressbuch von Österreich waren im Jahr 1938 in der Ortsgemeinde Großweißenbach zwei Gastwirte, eine Gemischtwarenhändlerin, ein Sägewerk, zwei Schmiede, ein Schneider, ein Schuster, ein Wagner und mehrere Landwirte ansässig. Etwas außerhalb gab es eine kleine Ziegelei.
Im Zuge der Niederösterreichischen Kommunalstrukturverbesserung wurden mit 1. Jänner 1968 die bis dahin eigenständigen Gemeinden Großweißenbach und Sprögnitz nach Großgöttfritz eingemeindet.

## Bodennutzung
Die Katastralgemeinde ist landwirtschaftlich geprägt. 549 Hektar wurden zum Jahreswechsel 1979/1980 landwirtschaftlich genutzt und 543 Hektar waren forstwirtschaftlich geführte Waldflächen. 1999/2000 wurde auf 528 Hektar Landwirtschaft betrieben und 555 Hektar waren als forstwirtschaftlich genutzte Flächen ausgewiesen. Ende 2018 waren 509 Hektar als landwirtschaftliche Flächen genutzt und Forstwirtschaft wurde auf 560 Hektar betrieben. Die durchschnittliche Bodenklimazahl von Großweißenbach beträgt 21,1 (Stand 2010).